# Gregor Louisoder Umweltstiftung
Die Gregor Louisoder Umweltstiftung (GLUS) ist eine private gemeinnützige Stiftung mit Sitz in München.

## Geschichte
Die 1995 aus dem Erbe des Textilunternehmers Gregor Louisoder gegründete Stiftung hat sich dem „Schutz und [der] Wiederherstellung der natürlichen Lebensgrundlagen von Menschen, Tieren und Pflanzen“ verpflichtet und unterstützt darüber hinaus den Einsatz für einen „umfassenden und zukunftssicheren Natur- und Umweltschutz.“ Gegründet wurde sie von Louisoders letzter Ehefrau Martha Louisoder und seinem Sohn Bernd Louisoder (1937–2019). Mit Stand von Ende 2018 beträgt das Stiftungsvermögen nach eigener Aussage der Stiftung gut 24 Millionen Euro.
Die Stiftung ist Mitglied des Deutschen Naturschutzrings.

## Förderpreis Wissenschaft der Gregor Louisoder Umweltstiftung
Seit 2003 vergibt die Gregor Louisoder Umweltstiftung den „Förderpreis Wissenschaft“ für Nachwuchswissenschaftler mit außergewöhnlicher Leistung in den Forschungsbereichen Forst- bzw. Agrarwissenschaften, Naturschutz und Green Economy. Der Preis wird jährlich von einer Fachjury vergeben und ist mit 2.500 Euro dotiert. Dazu kommt eine Unterstützung für eine Fortführung der wissenschaftlichen Tätigkeit in Höhe von weiteren 2.500 Euro.